# Drapeau de l'Indiana
Le drapeau de l'Indiana (en anglais : Flag of Indiana) est le drapeau officiel de l'État américain de l'Indiana. Il est conçu par Paul Hadley et officiellement adopté le 31 mai 1917. Il s'agit du premier drapeau officiel de l'État, qui n'a subi aucune modification depuis, hormis la création d'un statut visant à standardiser sa fabrication.
Il se compose d'une torche dorée sur fond bleu nuit, qui représente la liberté et le siècle des Lumières. Les rayons qui en émanent symbolisent son influence. Les dix-neuf étoiles dorées qui l'entourent représentent le fait que l'Indiana est le dix-neuvième État à être entré dans l'Union : les treize étoiles extérieures symbolisent les treize États fondateurs, les cinq étoiles intérieures, les cinq États entrés par la suite dans l'Union, et la dernière étoile, celle située au-dessus de la torche, est l'Indiana. Le nom de l'État est écrit en arc de cercle au-dessus de cette dernière.

## Histoire
Le drapeau est adopté par l'Assemblée générale de l'Indiana en 1917, lors des célébrations pour le centenaire de l'État (1916). Sur la demande de l'Assemblée Générale, un concours est organisé par les Filles de la Révolution américaine pour concevoir un drapeau pour l'État. Une somme de 100 dollars est promise au vainqueur pour accroître le nombre de propositions. Plus de 200 propositions sont reçues et examinées avant la désignation du vainqueur. C'est la proposition de Paul Hadley (1880-1971), un habitant de Mooresville, qui est finalement retenue.
Le 31 mai 1917, le drapeau est adopté comme bannière de l'Indiana. L'Assemblée générale n'a apporté qu'une modification au dessin original : l'ajout du nom « Indiana » au-dessus de la torche. Cette « bannière » a été rebaptisée « drapeau » en 1955 par un nouveau statut, qui a également standardisé les dimensions du drapeau.
Une école primaire de Mooresville a été depuis baptisée en l'honneur de Paul Hadley.

## Usage
Plusieurs lois régissent l'utilisation du drapeau de l'Indiana. Il doit flotter sur toutes les bases militaires de la Garde de Réserve de l'Indiana et celles de la Garde Nationale de l'Indiana. Il doit flotter en permanence sur le dôme du Capitole de l'Indiana. Le drapeau doit aussi être présent dans les administrations et agences de l'État, parmi lesquelles les écoles publiques, les Universités d'État et les parcs nationaux. Il doit être traité avec le même soin et le même respect que celui des États-Unis.